# 穂積雅子
穂積 雅子（ほづみ まさこ、1986年9月11日 - ）は、北海道千歳市出身の元女子スピードスケート選手である。2010年バンクーバーオリンピック女子団体パシュート銀メダリスト。血液型はA型。駒澤大学附属苫小牧高校卒業、元ダイチ所属。

## 来歴・人物
福島県福島市出身の両親の元に生まれる。名前は女優の夏目雅子から、大ファンだった母親が名づけた。「強く美しく、ヒマワリのように育ってほしい」と願いを込めた。なお、本人の誕生日は夏目雅子の1周忌の日にあたる。 
千歳市立日の出小学校の体育の授業で初めてスケートをしたのがきっかけでスケートを始める。小学校時代は「大会で勝つと夕張メロンが貰える」という理由でトライアスロンに熱中していた。
千歳市立青葉中学校を経て、スケートの強豪校である駒澤大学附属苫小牧高校に進学した。
高校卒業後、高校の先輩で同じ長距離の田畑真紀の紹介でダイチに入社する。
2006年トリノオリンピック出場を目指していたが、左足の骨折で日本代表の座を逃す。その後は体重がなかなか減らず、また練習にもついてこれなかった。以後1日4回のランニングや食事制限で体重を落とした。
2005年の世界ジュニア選手権総合では7位入賞を果たす。以後頭角を表し、日本女子の長距離界のホープとして期待され、各種大会で実績を残す。2007年アジア冬季競技中国長春大会3000mで銀メダルを獲得し、ワールドカップ2008-09ではベルリン大会の女子3000メートル決勝A3位で表彰台を獲得した。
2009年の世界選手権アジア地区予選で1500m・5000mを制して総合優勝すると、本大会でも5000m2位・総合4位に入る健闘を見せた。
ワールドカップ2009-10ではソルトレイクシティ大会で2010年バンクーバーオリンピック出場を決める。オリンピックでは女子3000mで6位・5000mで7位に入賞し、女子団体パシュートでは小平奈緒・田畑真紀とともに日本女子スピードスケート界史上初となる銀メダルを獲得した。2011年アジア冬季競技大会カザフスタンアスタナアルマトイ大会では3000mと5000mで金メダル・マススタートで銀メダルを獲得した。
小さい頃から食べる事が好きで、高校時代にはカップラーメンの早食い大会で、3分間に23個食べて優勝した。ちなみに賞品はジャガイモ1年分で1個ずつ自分で数えて貰ったという。
2014年4月22日に現役引退を表明した。
日本代表のスタッフからは「不思議ちゃん」と呼ばれていた。愛称は「ホヅ」。